# Archiconops erythrocephalus
Archiconops erythrocephalus är en tvåvingeart som först beskrevs av Fabricius 1794.  Archiconops erythrocephalus ingår i släktet Archiconops och familjen stekelflugor. Inga underarter finns listade i Catalogue of Life.